# دودلي نولز
دودلي نولز (بالإنجليزية: Dudley Knowles)‏ هو فيلسوف بريطاني، ولد في 1947 في لانكشر في المملكة المتحدة، وتوفي في 26 أكتوبر 2014.